# 東中央町停留場
東中央町停留場（ひがしちゅうおうちょうていりゅうじょう）は、岡山県岡山市北区東中央町および南中央町にある（両町の境界線上に設置）、岡山電気軌道清輝橋線の停留場である。駅番号はS08。2015年（平成27年）4月までは停留場の東140mに岡山市立市民病院があったことから、停留場表記は「東中央町（市民病院入口）」となっていた。
岡山電気軌道では清輝橋線の延伸以来61年ぶりの新停留場であった。

## 歴史
- 2007年（平成19年）
  - 4月：停留場設置工事を開始。
  - 8月2日：開業式典を行う（台風5号接近の為、開業式のみ1日繰上げとなった）。
  - 8月3日：始発から使用開始。

## 構造
島式ホーム1面2線を有する地上駅。

## 周辺
- 岡電バス・めぐりん「東中央町」バス停
- 岡山桜町郵便局

## 隣の停留場
岡山電気軌道
■清輝橋線
大雲寺前停留場 (S07) - 東中央町停留場 (S08) - 清輝橋停留場 (S09)